# Sada Abe

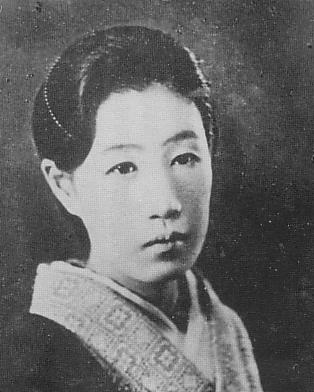
Sada Abe (1935)

Sada Abe (阿部定, ur. 28 maja 1905, zm. ok. 1970) – japońska gejsza, prostytutka i morderczyni. 18 maja 1936 roku zamordowała swojego kochanka Kichizō Ishida, a następnie odcięła jego genitalia. Za tę zbrodnię trafiła do więzienia, które opuściła w 1941 roku. Zniknęła w latach siedemdziesiątych dwudziestego wieku i była uważana za zmarłą.
Jej historia stała się głośna w całej Japonii, zyskując następnie światowy rozgłos. Z czasem stała się inspiracją dla wielu artystów, pisarzy i filmowców. Na jej podstawie powstał słynny film Imperium zmysłów (1976).